# Eutetrapha laosensis
Eutetrapha laosensis es una especie de escarabajo longicornio del género Eutetrapha, tribu Saperdini, subfamilia Lamiinae. Fue descrita científicamente por Breuning en 1965.

## Descripción
Mide 8,5-17 milímetros de longitud.

## Distribución
Se distribuye por China, India, Laos y Birmania.